# ティアレ・タヒチ
ティアレ・タヒチ（仏: Tiaré tahiti）はアカネ科クチナシ属の熱帯植物の一種である。学名はGardenia taitensis。英語圏ではタヒチアン・ガーデニア、またはタヒチ語で花を意味するティアレとも呼ばれる。原産地は南太平洋のソシエテ諸島で、タヒチやタイ王国などで栽培されている。

## 特徴
常緑の低木で、樹高は50センチメートル-2メートルほど。5-9枚ほどの花弁を持つ、直径5センチメートルほどの白い花を付ける。8枚の花弁をもつものは稀少であり、四つ葉のクローバーのように「幸運を運ぶ花」の言い伝えがある。葉は長さ20センチメートルほどの基部が細いくさび形で、平らで光沢がある。主脈と側脈の分岐点にはダニ室様の部分がある。葉の先端は、タイ産はやや尖っているがタヒチ産は丸みを帯びる。葉の大きさは、タイ産がやや大きい。

## 文化

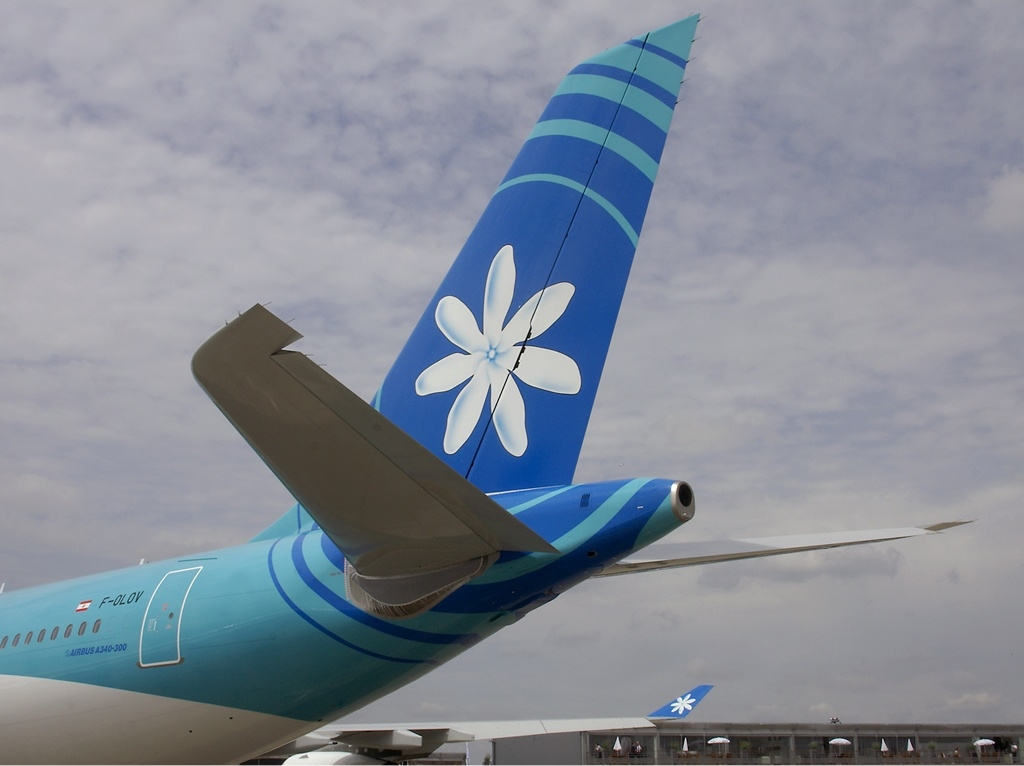
エア タヒチ ヌイの垂直尾翼に描かれたティアレ・タヒチの花

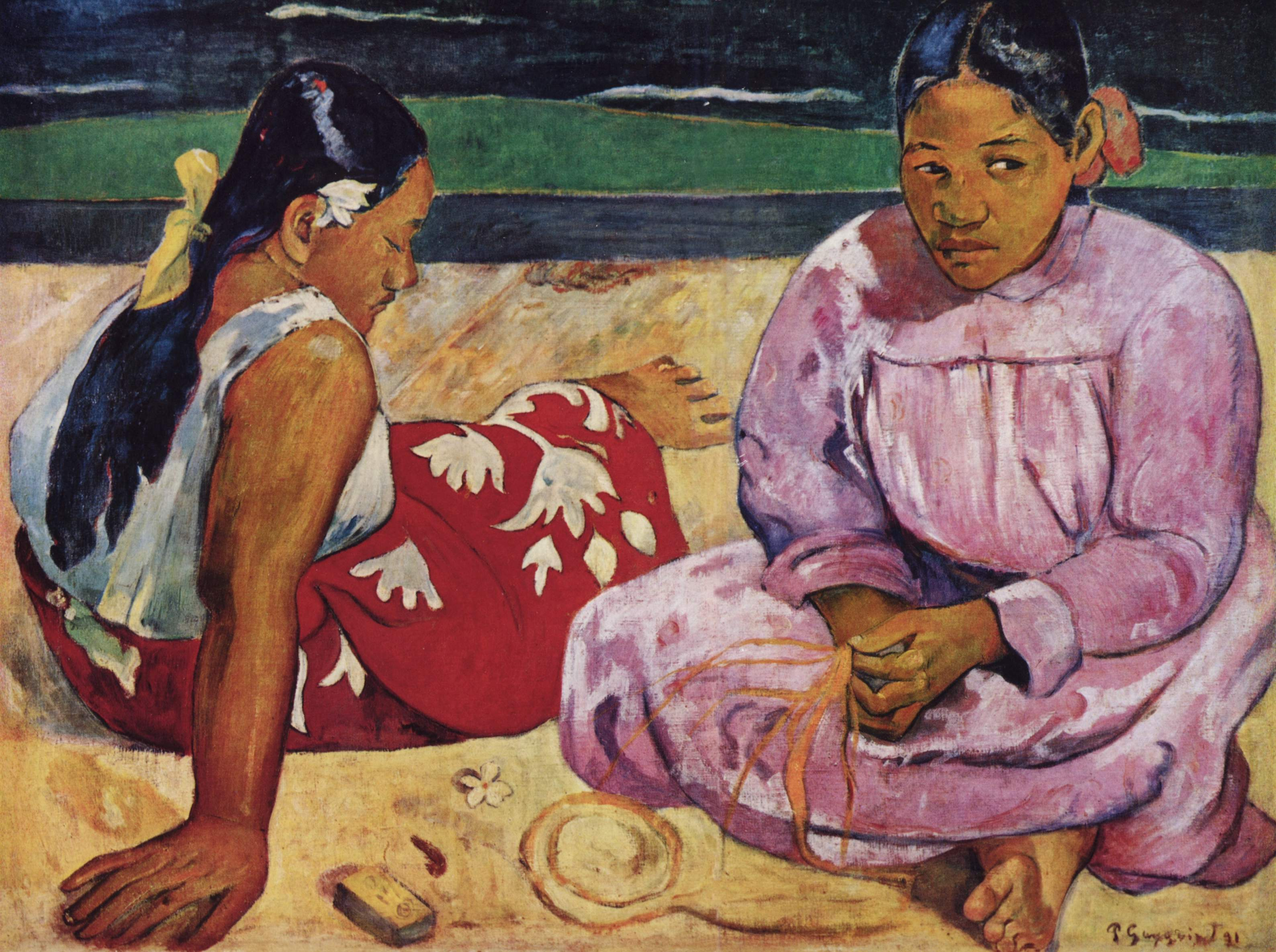
ポール・ゴーギャンの『タヒチの女』

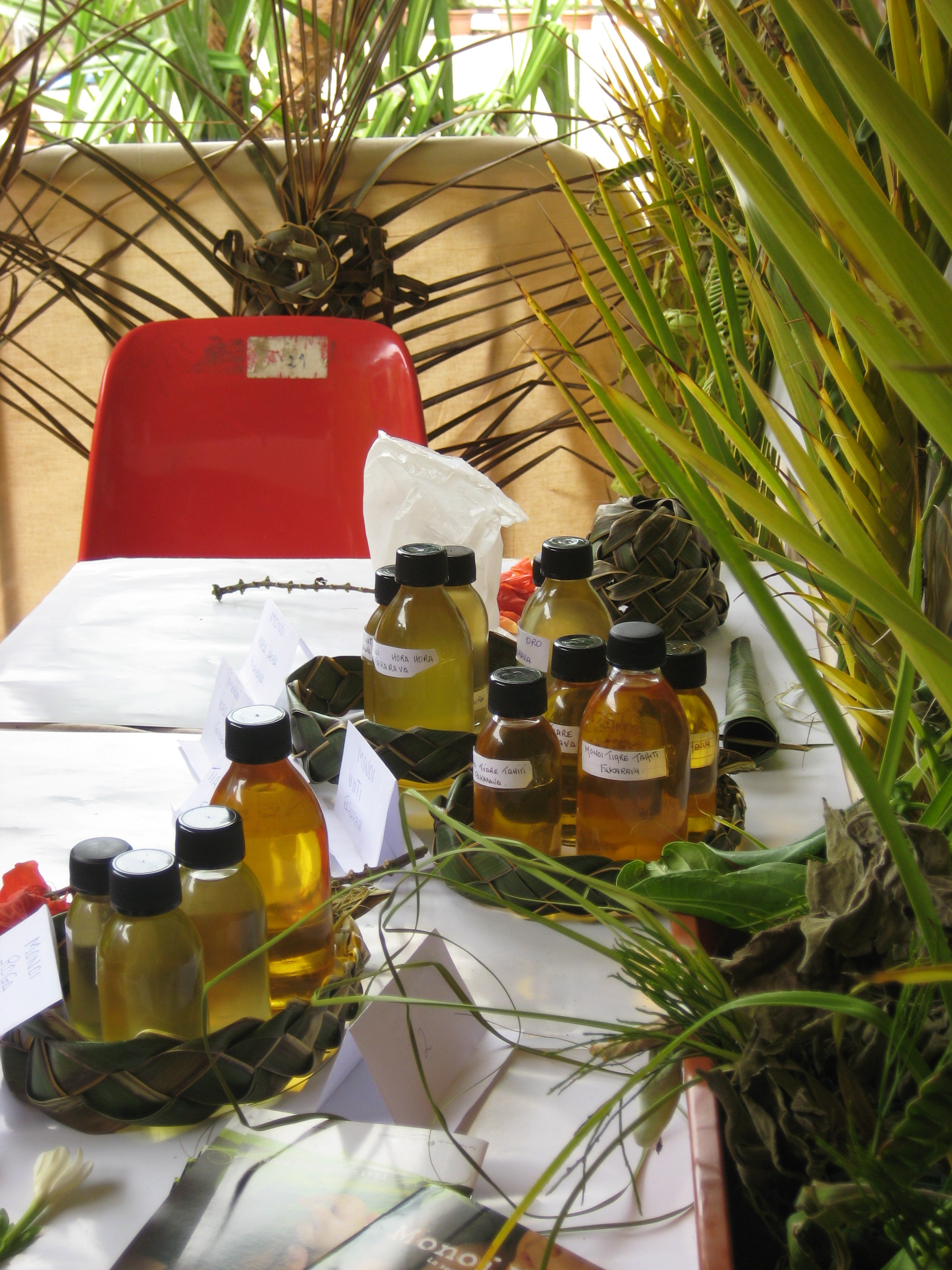
モノイオイル

花言葉は「私はあまりに幸せである」「幸せすぎて怖い」。古代ポリネシアでは神聖なものとされ、王族のみに摘むことが許された。蕾から枯れるまでの10段階の過程にそれぞれ名前が付けられ、始めの4段階の「タアロア（ポリネシア神話における天地創造の神）」、「アテア（世界創造の神）」、「タネ（美の神）」、「ヒナ（月の神）」は人間には所有できないと考えられたのである。身分の高い者が結婚する際には家じゅうがティアレ・タヒチで埋め尽くしたと伝えられる。のちに広く知られるようになり、新婚夫婦の家や寝室には30日間ティアレ・タヒチが飾られる。
四季を通じて多彩な花が咲き誇り、日常生活に花が欠かせないタヒチにおいてティアレ・タヒチは特別な存在であり、老若男女を問わずこの花を身につける。男性は蕾、女性は開いた花を耳の後ろに飾るが、右耳は未婚、左耳に飾ると既婚、あるいは幸せな恋愛をしているという意味になる。旅人や、帰郷した家族を歓迎する際に贈られるレイやハク（花の冠）の材料としても使われる。
タヒチでは、観賞用としてだけではなくモノイオイルの原料としても栽培される。「モノイ」はタヒチの古い言葉で香る油を意味する。ココナッツオイルにティアレ・タヒチの新鮮な花を蕾のまま漬けた香油で、皮膚の軟化や保温・保湿作用がある。海から上がった時や、強い日差しから肌や髪を守るときなどに、乳幼児から使うことができる。市販されているが手づくりする人も多い。大きめのボウルに削ったココナッツを入れ、ティアレ・タヒチの花を混ぜ炎天下に置くと徐々に油が染み出す。時々手で混ぜ合わせるが、この際にカニミソやヤドカリのミソを加えると油の分離を促進する。油が染しみ出るのを数週間待ち、濾して瓶詰めすると完成である。
タヒチは、フランス人画家のポール・ゴーギャンが制作を行った場所としても知られ、耳や胸元にティアレ・タヒチを飾った女性を描いている。タヒチ語で「かぐわしき香り」を意味する『ノアノア』というタイトルの、滞在記をつづった画文集を著し、「ティアレの花の香りを嗅いだ者は、必ずこの島に戻ってくる」との言葉を残した。
フランス領ポリネシア（タヒチ）およびクック諸島の国花に指定され、タヒチ島のファアア国際空港を中心に国際線を運航するエア タヒチ ヌイの航空機の垂直尾翼にもこの花が描かれている。

## 香り
日本で流通しているティアレ・タヒチの多くはタイ産であるが、日本の香料メーカーの長谷川香料はタヒチ産の花を入手して両者の比較を行った。タヒチ産はパウダリーで濃厚な甘さを感じるフローラルフルーティ調の香りであるのに対し、タイ産はフローラルフルーティ調であるものの、タヒチ産に比べフレッシュなシトラスのような爽やかさと花の蜜のような甘さを感じる香りであった。ダイナミックヘッドスペース法を用いた揮発性成分の捕集・分析において、タヒチ産では140種類、主な香気成分としては安息香酸ベンジル、サリチル酸メチル、安息香酸、リナロール、安息香酸フェネチル、バニリン、サリチル酸ベンジルなどが検出された。これに対し、タイ産は160種類が同定され、リナロール、サリチル酸メチル、安息香酸フェネチル、安息香酸cis-3-ヘキセニル、安息香酸ベンジルなどがみられた。
AEDA法（Aroma Extract Dilution Analysis）による分析では、タヒチ産・タイ産ともリナロールが最も香気貢献度（FD値）が高く、ほかに両者に共通してFD値の高い成分にはバニリン、フェネチルアルコール、フェニルアセトアルデヒド、サリチル酸メチルが挙げられる。タヒチ産ではγ-デカラクトンとδ-オクタラクトンがクリーミーで濃厚な甘さに寄与すると考えられる。これに対し、タイ産では酢酸cis-3-ヘキセニルや酢酸ヘキセニルがフルーティなみずみずしい香り、さらにフェニル酢酸メチルが花の蜜を思わせる甘い香りを構成すると考えられる。かぐわしい香りを持つ花であるが、日本においてはフレグランスやトイレタリー製品への応用は多くない。ヨーロッパ諸国では、ティアレは香水によく使用され、香水の主成分となることもあります（例：オーモンド ジェイン ティアレ、モンターレ インテンス ティアレ）。

## ギャラリー

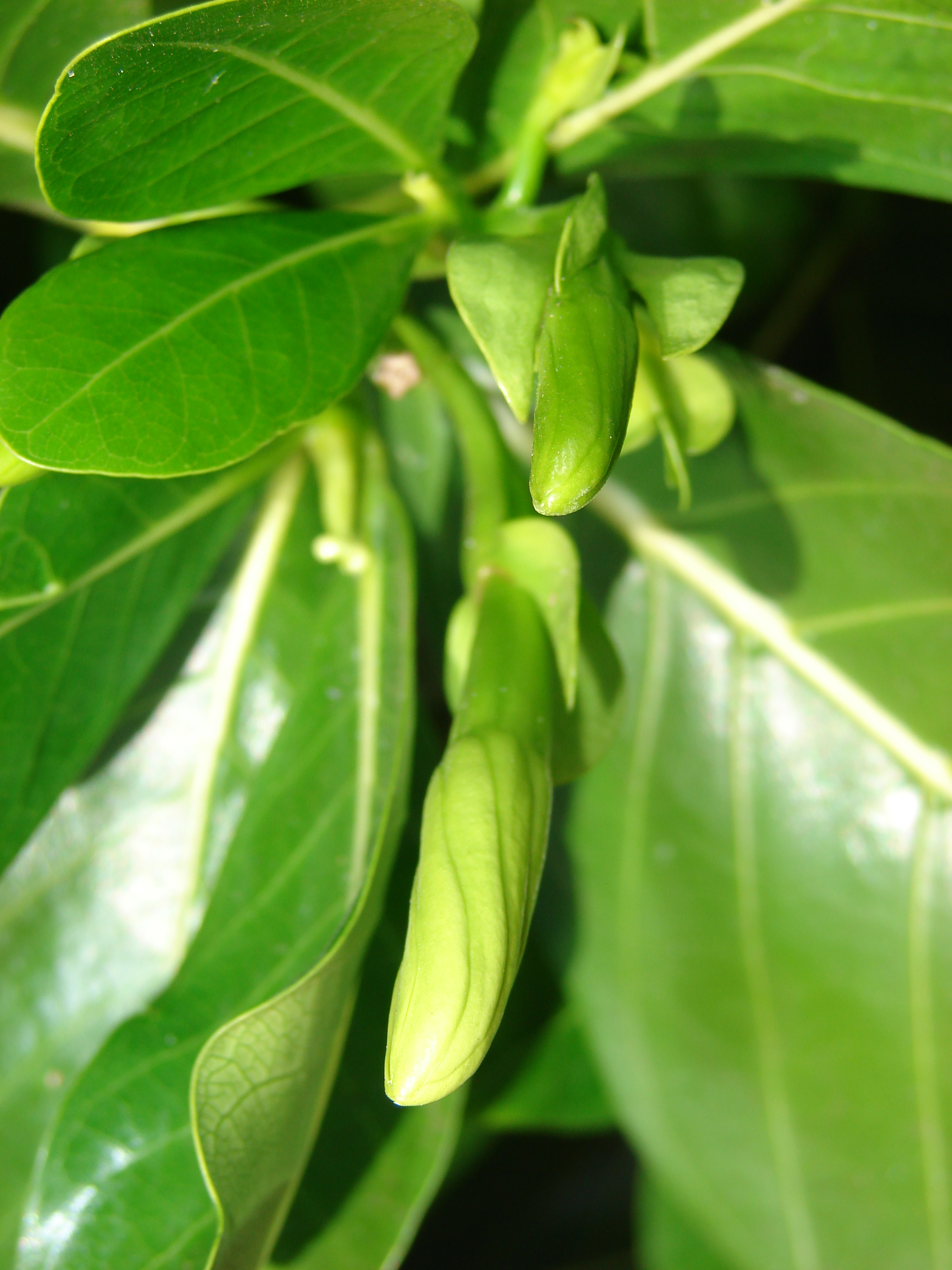
つぼみ
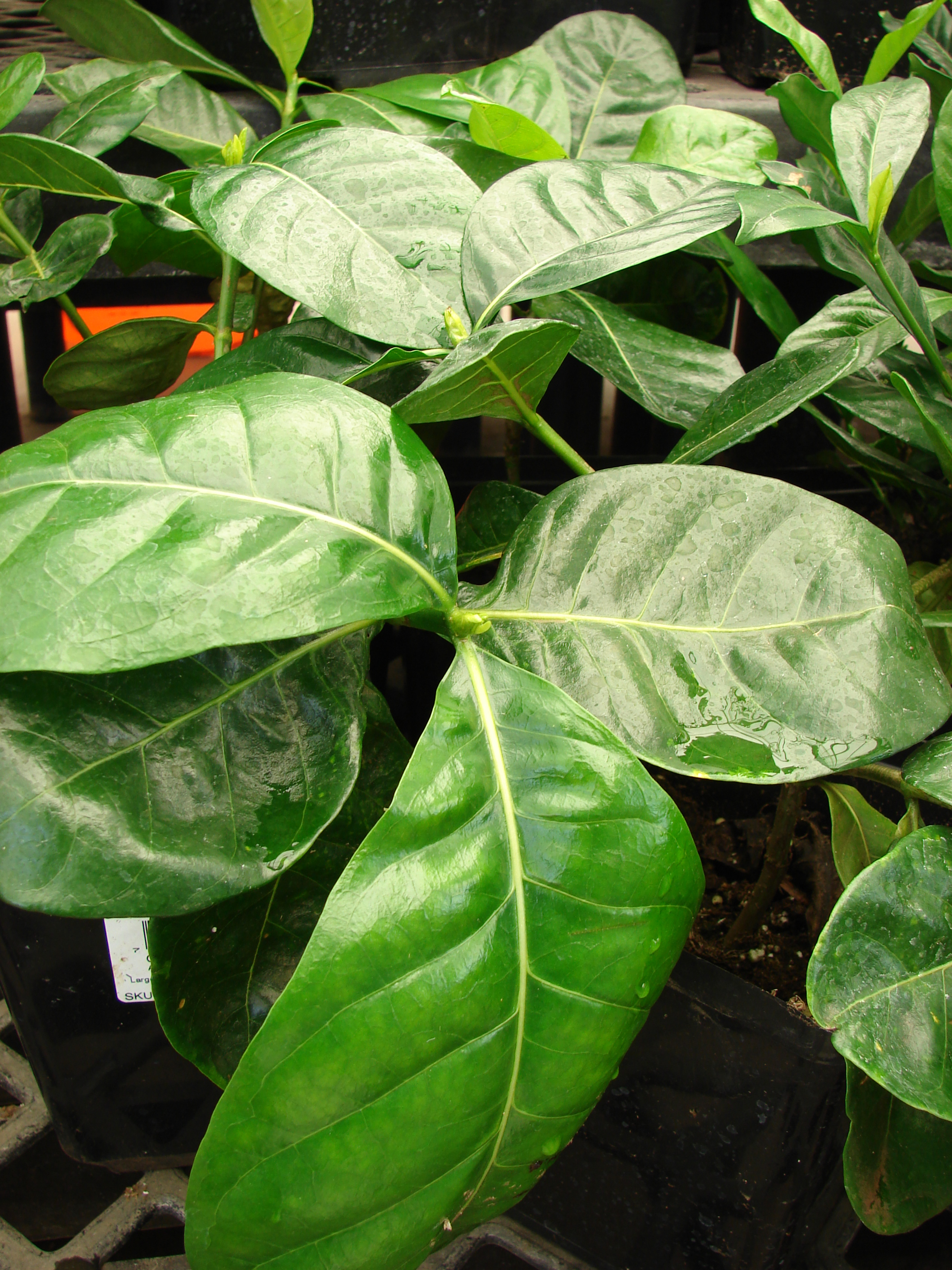
枝葉
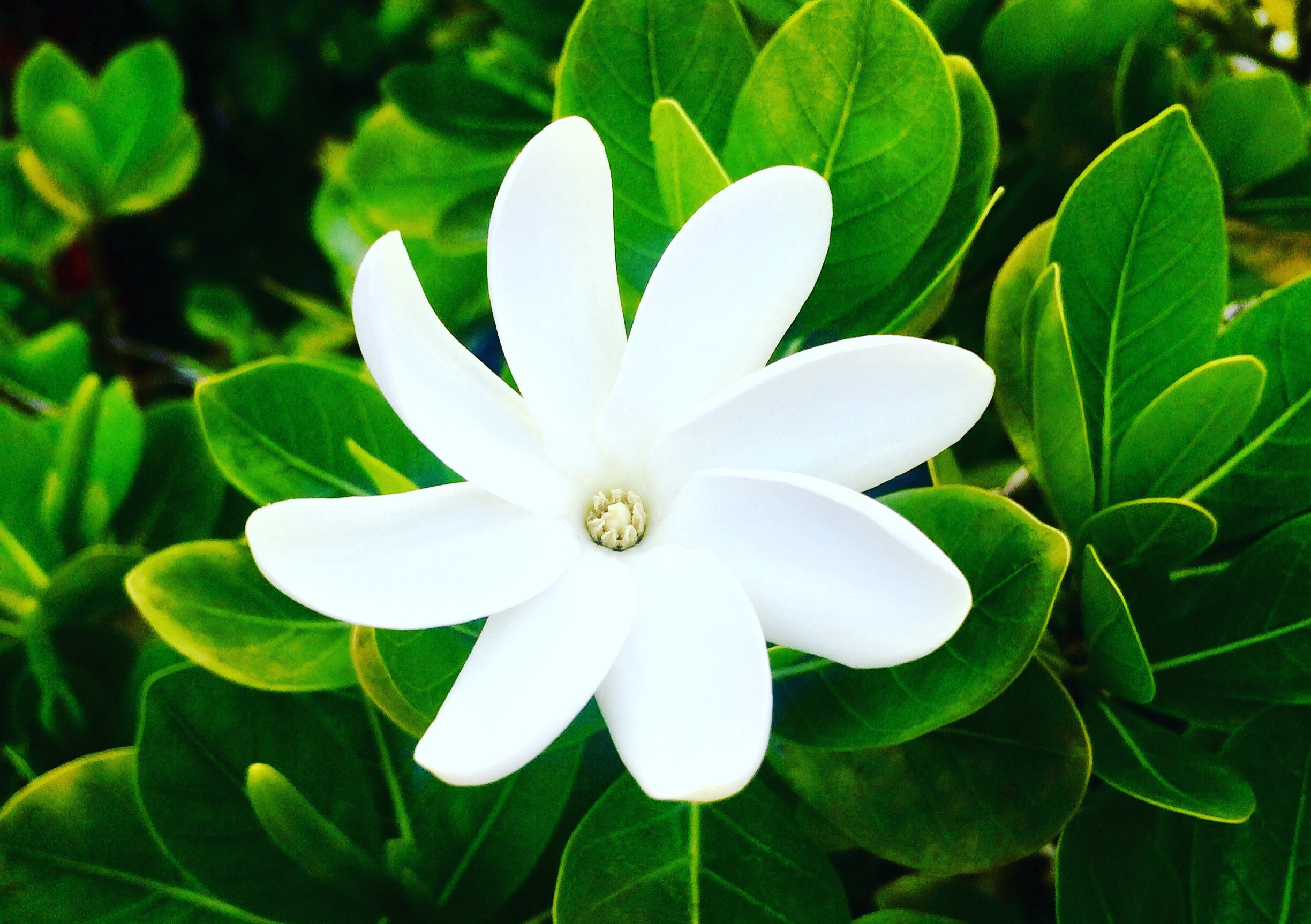
8枚の花弁をもつティアレ・タヒチの花。幸せを呼ぶとの言い伝えがある。
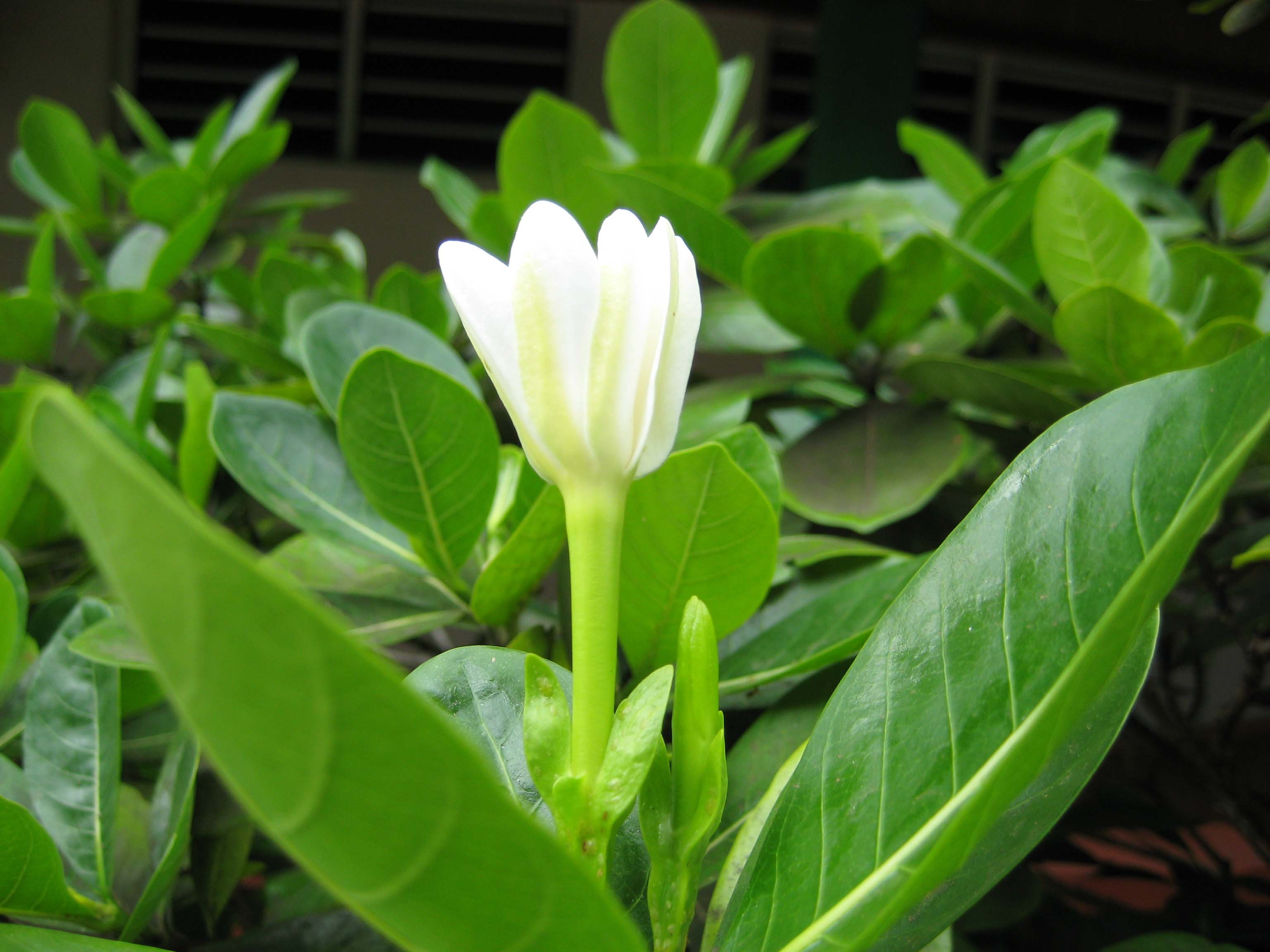
開花の様子
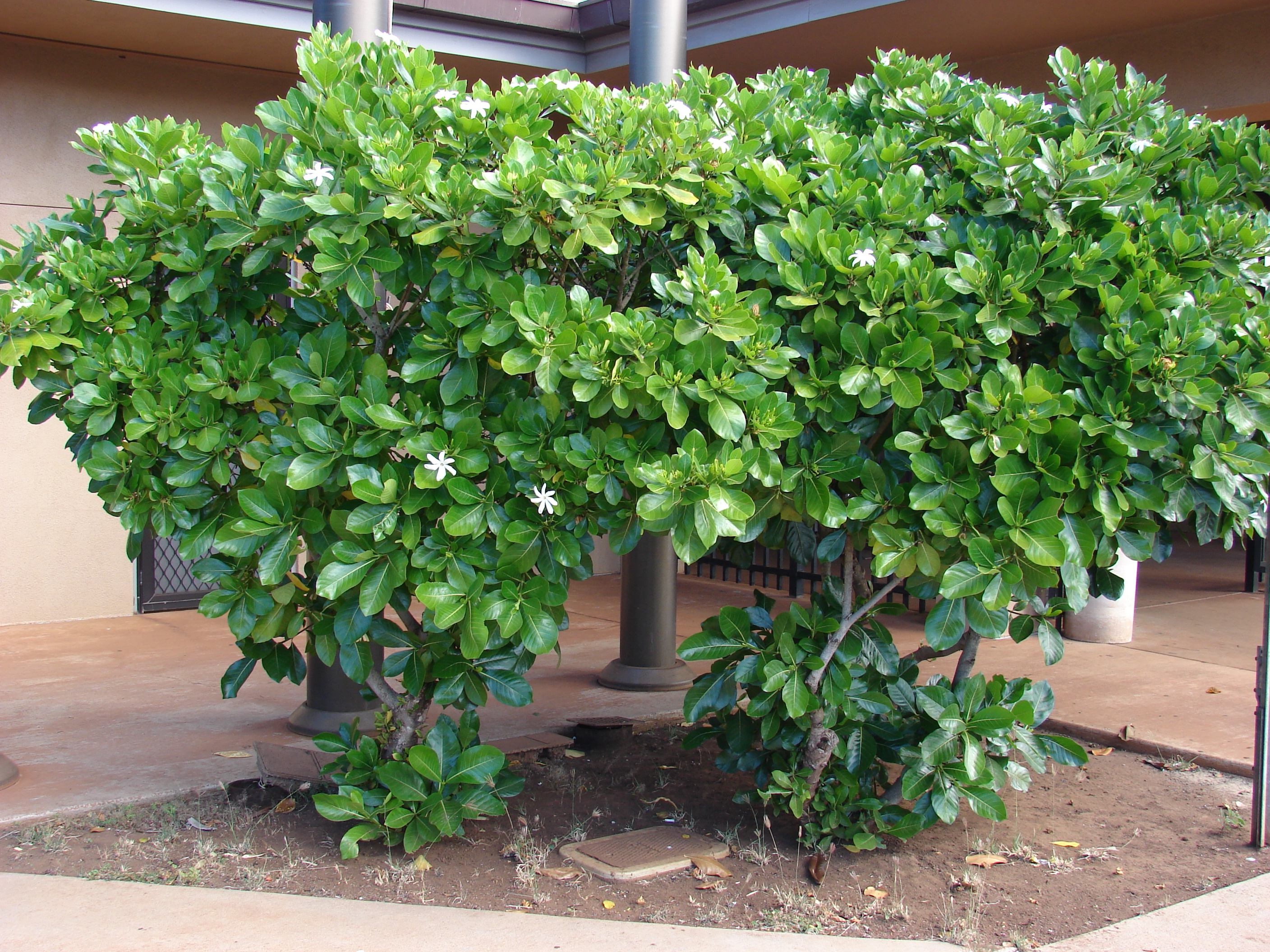
樹全体の様子